# Nummerpresentatör

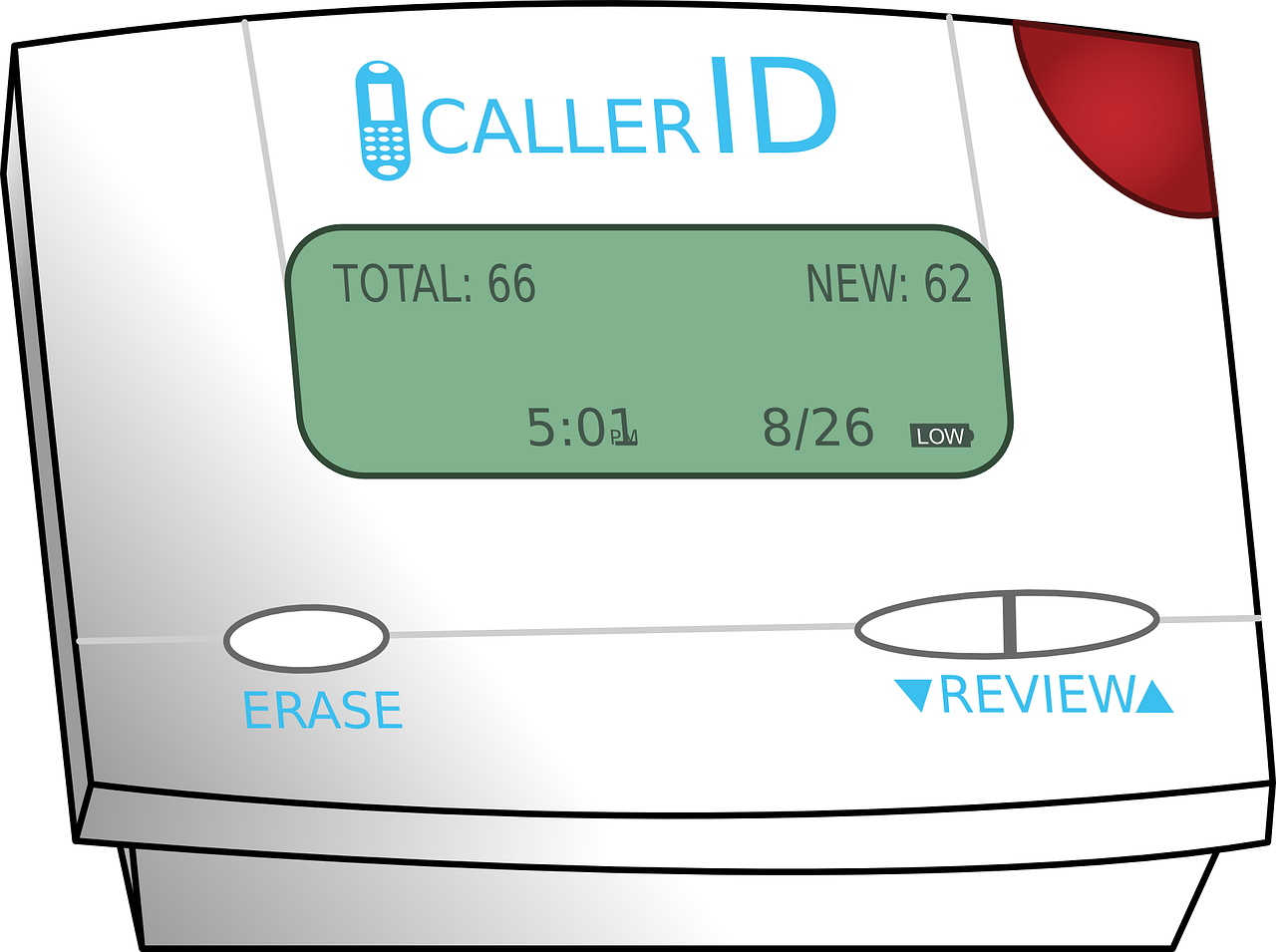
En illustration som föreställer en nummerpresentatör.

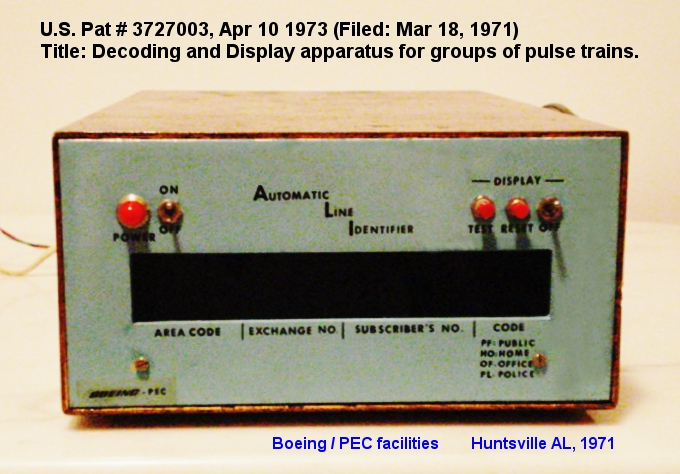
Den första nummerpresentatören, patenterad 1973.

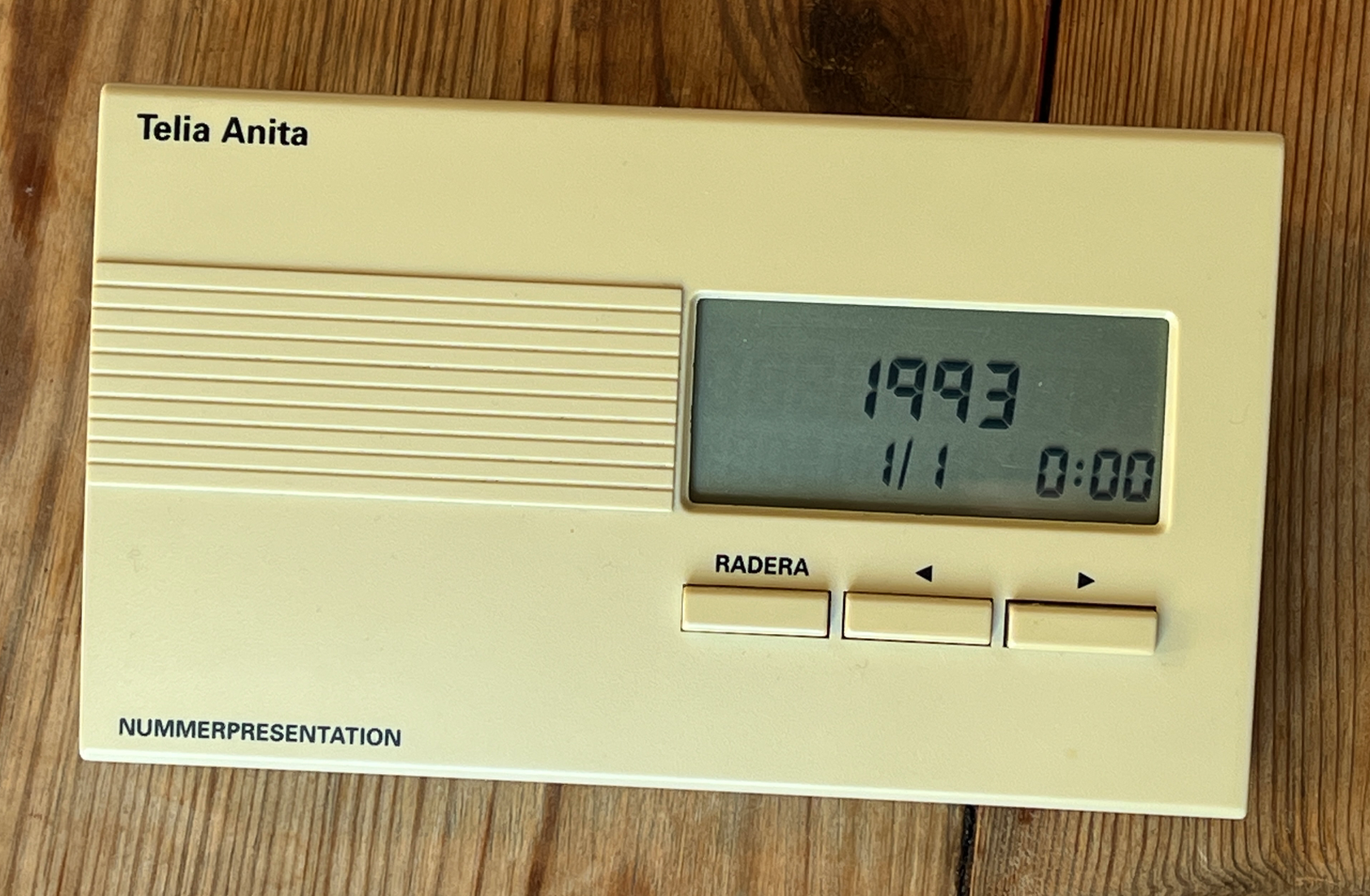
Telia Anita från 1993. Enheten på bilden är tillverkad 1995.

En nummerpresentatör, nummervisare eller call-id är en apparat som visar telefonnumret till den som ringer upp på en display. Syftet är att man ska kunna veta vem som ringer innan man bestämmer sig för att svara, eller kunna se vem som ringt när man har varit borta från telefonen. Denna typ av apparat började bli populär i mitten av 1990-talet sedan Telia gått ut med en massiv reklamkampanj om detta. 
Enkla modeller av nummerpresentatörer visar telefonnummer, medan mer avancerade modeller även kan visa namn. Hemliga och skyddade telefonnummer visas ej på displayen. Nummerpresentatören brukar även visa antal registrerade namn eller nummer samt datum och klockslag för påringningarna. En blinkande lampa kan indikera nya namn eller nummer. Via knappar på framsidan kan man manövrera nummerpresentatören och exempelvis visa eller radera poster. Vissa nummerpresentatörer har även en knapp för automatisk uppringning till inkommet telefonnummer.
En nummerpresentatör kopplas antingen till telefonen eller telefonjacket och drivs av batterier eller en extern nätadapter. För att få tillgång till nummerpresentation via det fasta telenätet krävs ofta ett särskilt abonnemang hos teleoperatören.
Många modernare telefoner och mobiltelefoner har inbyggd nummerpresentatör.